# Dirades ambigua
Dirades ambigua är en fjärilsart som beskrevs av W. Warren 1896. Dirades ambigua ingår i släktet Dirades och familjen Uraniidae. Inga underarter finns listade i Catalogue of Life.